# 市場泰男
市場 泰男（いちば やすお、1924年4月26日 - 2016年）は、日本のサイエンスライター、翻訳家。

## 来歴
東京都生まれ。旧制第一高等学校理科乙類を経て1946年東京帝国大学理学部物理学科中退。平凡社編集局に勤務。はじめ子供向け科学読み物を書き、その後翻訳で活動する。中でも『奇妙な論理』はロングセラー。

## 著書

### 単著
- 『水 その生いたちと力』さ・え・ら書房〈ぼくたちの研究室〉、1950年。
- 『すばらしい原子力』山浦寿子絵、さ・え・ら書房〈社会科絵物語 4〉、1955年。
- 『放射線のなぞ』菅野陽太郎絵、麦書房〈雨の日文庫 第2集 15〉、1958年。
- 『大空にいどんだ人々』小坂茂絵、さ・え・ら書房〈さ・え・ら伝記ライブラリー2〉、1965年。
- 『通信の開拓者たち』吉崎正巳絵、さ・え・ら書房〈さ・え・ら伝記ライブラリー13〉、1966年。
- 『スピードくらべ』池田献児ほか絵、偕成社〈絵百科なぜとなに2〉、1968年。
- 『にっぽん一・せかい一』石田武雄絵、偕成社〈絵百科なぜとなに9〉、1969年。
- 『みのまわりのふしぎ』山田常郎絵、偕成社〈絵百科なぜとなに19〉、1970年。
- 『10人の発明家』寺島竜一絵、実業之日本社〈世界の10人シリーズ3〉、1972年。
- 『素顔の科学史99の謎 教科書にもない真実のドラマ』産報ジャーナル〈Sanpo books・新書判〉、1977年10月。
- 『時計のはなし』さ・え・ら書房〈人間の知恵〉、1982年3月。ISBN 4-378-03708-4。
- 『夢か科学か妄説か 古代中世の自然観』平凡社〈自然叢書4〉、1987年7月。ISBN 4-582-54604-8。

### 共著
- 星野芳郎『原子ばくだん物語』太田大八絵、実業之日本社〈お話博物館 6年生〉、1955年。
- 菅井準一『宇宙のふしぎ 星・宇宙・宇宙飛行』あすなろ書房〈こどもの質問に答える7〉、1967年9月。
- 菅井準一『宇宙のふしぎ 月・太陽・太陽系』あすなろ書房〈こどもの質問に答える8〉、1967年9月。

### 翻訳
- ファーブル『地球ものがたり』さ・え・ら書房〈ぼくたちの研究室〉、1958年。
- ファーブル『田園の科学』 上，下巻、さ・え・ら書房〈ぼくたちの研究室〉、1960年。
- サイエンティフィック・アメリカン社 編『人物で描く近代科学』菅井準一共訳、白揚社、1960年。
- ファーブル『化学のふしぎ 混合・化合・元素』さ・え・ら書房〈ぼくたちの研究室〉、1961年。
- ファーブル『化学のふしぎ やさしい実験』さ・え・ら書房〈ぼくたちの研究室〉、1962年。
- ファーブル『身のまわりの科学 くらしのくふう』さ・え・ら書房〈ぼくたちの研究室〉、1963年。
- ファーブル『身のまわりの科学 食べもの・きもの』さ・え・ら書房〈ぼくたちの研究室〉、1963年。
- アイザック・ニュートン「プリンキピア――自然哲学の数学的原理」『社会・宗教・科学思想篇 第32（ボイル，ニュートン）』岡邦雄共訳、河出書房新社〈世界大思想全集 第2期 第32〉、1963年。
- ファーブル『天体の科学 地球から月へ』さ・え・ら書房〈ファーブル科学シリーズ8〉、1964年。
- ファーブル『天体の科学 宇宙のすがた』さ・え・ら書房〈ファーブル科学シリーズ9〉、1964年5月。
- レイモンド・アンダーソン『数学遊び歩き 数学を学ぶ秘訣10章』白揚社、1965年。
- D.St.P.バーナード『数学探検記』白揚社、1966年。
- H.E.ダックワース『ミクロ宇宙の探検 現代物理学入門』白揚社、1968年。
- G.L.S.シャックル『楽しい数学』社会思想社〈現代教養文庫〉、1969年。
- アルカジイ・レオクム『ポケット・サイエンス ――どれだけ答えられますか？――』 第1、市場泰男訳編、社会思想社〈現代教養文庫〉、1970年。
- アルカジイ・レオクム『ポケット・サイエンス ――どれだけ答えられますか？――』 第2、市場泰男訳編、社会思想社〈現代教養文庫〉、1970年。
- アルカジイ・レオクム著『ポケット・サイエンス ――どれだけ答えられますか？――』 第3、市場泰男訳編、社会思想社〈現代教養文庫〉、1970年。
- アルカジイ・レオクム『ポケット・サイエンス ――どれだけ答えられますか？――』 第4、市場泰男訳編、社会思想社〈現代教養文庫〉、1970年。
- アルカジイ・レオクム『ポケット・サイエンス ――どれだけ答えられますか？――』 第5、市場泰男訳編、社会思想社〈現代教養文庫〉、1971年。
- グレン・T・シーボーグ、エバンズ・G・バレンス『元素とは何か 新化学入門』社会思想社〈現代教養文庫〉、1971年。
- A.サトクリッフ、A.P.D.サトクリッフ『エピソード科学史』 1巻、社会思想社〈現代教養文庫〉、1971年。
- A.サトクリッフ、A.P.D.サトクリッフ『エピソード科学史』 2巻、社会思想社〈現代教養文庫〉、1971年。
- A.サトクリッフ、A.P.D.サトクリッフ『エピソード科学史』 3巻、社会思想社〈現代教養文庫〉、1972年。
- A.サトクリッフ、A.P.D.サトクリッフ『エピソード科学史』 4巻、社会思想社〈現代教養文庫〉、1972年。
- J.G.クラウザー『五人の大発明家 その時代と人間像』社会思想社〈現代教養文庫〉、1972年。
- クレメント・V・ダレル『四次元の国のアリス 相対性理論への招待』社会思想社〈現代教養文庫〉、1975年。
- 市場泰男訳 編『科学を名のった嘘と間違い 非科学の科学史』社会思想社〈現代教養文庫838〉、1975年。
- アーネスト・ボレク『生命と原子の謎 生化学への招待』社会思想社〈現代教養文庫〉、1976年。
- G.ジェニングズ『エピソード魔法の歴史 黒魔術と白魔術』社会思想社〈現代教養文庫〉、1979年10月。
- K.J.デラノ『エピソード占星術 嘘かまことか』社会思想社〈現代教養文庫〉、1980年8月。
- マーチン・ガードナー『奇妙な論理 だまされやすさの研究』社会思想社〈そしおぶつくす〉、1980年9月。
  - M・ガードナー『奇妙な論理 だまされやすさの研究』社会思想社〈現代教養文庫1288〉、1989年2月。ISBN 4-390-11288-0。
  - マーティン・ガードナー『奇妙な論理 だまされやすさの研究』 1巻、山本弘解説、早川書房〈ハヤカワ文庫 NF 272〉、2003年1月。ISBN 4-15-050272-2。
- M.B.ホーグランド『遺伝子のはなし』社会思想社〈現代教養文庫1045〉、1981年5月。
- M.B.ホーグランド『DNAの解読』社会思想社〈現代教養文庫1068〉、1982年11月。
- トマス・カイトリー『妖精の誕生 フェアリー神話学』社会思想社〈そしおぶっくす〉、1982年10月。
  - T.カイトリー『妖精の誕生 フェアリー神話学』社会思想社〈現代教養文庫1309〉、1989年9月。
  - トマス・カイトリー『妖精の誕生 フェアリー神話学』文元社〈教養ワイドコレクション〉、2004年2月。ISBN 4-86145-046-2。
- ジャクリーン・ミットン『現代天文百科』社会思想社〈現代教養文庫1090〉、1983年9月。
- トマス・カイトリー 著、市場泰男訳 編『フェアリーのおくりもの 世界妖精民話集』社会思想社〈現代教養文庫1096〉、1983年12月。
- レイモンド・M・スマリヤン『パズルランドのアリス 80歳以下の子どもたちのためのキャロル的おはなし』社会思想社、1985年4月。ISBN 4-390-50180-1。
  - レイモンド・M・スマリヤン『パズルランドのアリス』 1（不思議の国篇）、野崎昭弘解説、早川書房〈ハヤカワ文庫 NF 288 ＜数理を愉しむ＞シリーズ〉、2004年2月。ISBN 4-15-050288-9。
  - レイモンド・M・スマリヤン『パズルランドのアリス』 2（鏡の国篇）、野矢茂樹解説、早川書房〈ハヤカワ文庫 NF 289 ＜数理を愉しむ＞シリーズ〉、2004年3月。ISBN 4-15-050289-7。
- ブライアン・イーズリー『魔女狩り対新哲学 自然と女性像の転換をめぐって』平凡社〈クリテリオン叢書〉、1986年10月。ISBN 4-582-52302-1。
- E.A.バート『近代科学の形而上学的基礎 コペルニクスからニュートンへ』平凡社〈クリテリオン叢書〉、1988年7月。ISBN 4-582-52305-6。
- ロイ・ポーター 編『大科学者たちの肖像』朝日新聞社〈朝日選書374〉、1989年3月。ISBN 4-02-259474-8。
- R.P.マルソーフ『塩の世界史』平凡社、1989年11月。ISBN 4-582-40803-6。
- ロザリンド・ウィリアムズ『地下世界 イメージの変容・表象・寓意』平凡社〈テオリア叢書〉、1992年8月。ISBN 4-582-74420-6。
- M.ガードナー『奇妙な論理 空飛ぶ円盤からユリ・ゲラーまで』 2巻、社会思想社〈現代教養文庫1426〉、1992年3月。ISBN 4-390-11426-3。
  - マーティン・ガードナー『奇妙な論理 なぜニセ科学に惹かれるのか』 2巻、池内了解説、早川書房〈ハヤカワ文庫 NF 273〉、2003年2月。ISBN 4-15-050273-0。
- トマス・ブルフィンチ『シャルルマーニュ伝説 中世の騎士ロマンス』社会思想社〈現代教養文庫1517〉、1994年1月。ISBN 4-390-11517-0。
  - ブルフィンチ『シャルルマーニュ伝説』文元社〈教養ワイドコレクション〉、2004年2月。ISBN 4-86145-019-5。
  - トマス・ブルフィンチ『シャルルマーニュ伝説 中世の騎士ロマンス』講談社学術文庫、2007年2月。ISBN 978-4-06-159806-5。
- マリオン・L・スターキー『少女たちの魔女狩り マサチューセッツの冤罪事件』平凡社、1994年9月。ISBN 4-582-82407-2。
- T.P.ヒューズ『電力の歴史』平凡社、1996年9月。ISBN 4-582-53213-6。
- アルベルト・リヒター、グイド・ゲレス『ドイツ中世英雄物語』 1巻、社会思想社〈現代教養文庫〉、1997年2月。ISBN 4-390-11606-1。
  - リヒター『ドイツ中世英雄物語』 1巻、文元社〈教養ワイドコレクション〉、2004年2月。ISBN 4-86145-060-8。各・単行判での復刻
- アルベルト・リヒター、グイド・ゲレス『ドイツ中世英雄物語』 2巻、社会思想社〈現代教養文庫〉、1997年3月。ISBN 4-390-11607-X。
  - リヒター『ドイツ中世英雄物語』 2巻、文元社〈教養ワイドコレクション〉、2004年2月。ISBN 4-86145-061-6。
- アルベルト・リヒター、グイド・ゲレス『ドイツ中世英雄物語』 3巻、社会思想社〈現代教養文庫〉、1997年5月。ISBN 4-390-11608-8。
  - リヒター『ドイツ中世英雄物語』 3巻、文元社〈教養ワイドコレクション〉、2004年2月。ISBN 4-86145-062-4。
- バート・S・ホール『火器の誕生とヨーロッパの戦争』平凡社、1999年11月。ISBN 4-582-53222-5。
  - バート・S・ホール『火器の誕生とヨーロッパの戦争』平凡社ライブラリー、2023年6月。ISBN 4-582-76945-4。